# 2021 CW8
A 2021 CW8 a Naprendszer kisbolygóövében található aszteroida. Sárneczky Krisztián fedezte fel 2021. február 13-án a Piszkéstetői Obszervatóriumban.